# Norrlands nations spexensemble
Norrlands nations spexensemble (NoNSEns) är en studentförening vid Norrlands nation i Uppsala, som sedan 1980-talet producerar föreställningar inom teatergenren spex.

## Historik
Föreningen bildades hösten 1984. Dessförinnan hade spexverksamheten bestått av högst tillfälliga sammanslutningar. Den första större produktionen sattes upp på våren 1985.
Föreningen sätter varje vår upp en större spexföreställning och däremellan mindre spex och revyer. Föreställningarna lockar en blandad publik, inte bara studenter, och har uppmärksammats i olika lokala medier. NoNSEns använder sig av den så kallade uppsalaskolan i sina manus. Från och med Rosa Hotet (2008), har NoNSEns även profilerat sig genom att kombinera två teman, litterära eller historiska såväl som populärkulturella, som exempelvis Utvandrarna, Drottning Kristina och musikalen Grease.
Vid sidan av klassiska fullängdsspex har föreningen NoNSEns även producerat flera revyer och kortare spexföreställningar. Den mest namnkunniga av medlemmarna i NoNSEns är Mikael Tornving, som medverkade på scen i fyra spex 1986–1988.

### Tävlingar
NoNSEns är den enda spexföreningen i Uppsala som tävlat i spex utanför hemstaden. Till Spexiaden på Konserthuset 1989 tog de en kortversion av storspexet Unionsupplösningen och 1992 på Cirkus i Stockholm hette föreställningen Johan Albrecht. 2002 gick Spex-SM av stapeln i Örebro och NoNSEns tävlade då med Lägenheten runt på 80 minuter (som vann bland annat i kategorierna Bästa kostym och Bästa manusidé). 2007 sattes Spex-SM åter igen upp i Örebro och NoNSEns deltog med Jakten på det försvunna spexet. NoNSEns har även kontinuerligt deltagit i Uppsalas teatersport, en tävling i improvisationsteater samordnad av Uppsala teaterkonvent, och stod höstterminen 2012 som värdar för tävlingen tillsammans med Kalmar nations teatergrupp.

## Uppsättningar
- 1985 – Linnés lappländska resa[10]
- 1986 – Kinatjack
- 1986 – Rasputin
- 1987 – Romur & Julir
- 1988 – Unionsupplösningen
- 1989 – Odysseus
- 1991 – Kung Arthur
- 1992 – Kodnamn Lappjävel
- 1993 – Tomtefällan
- 1994 – Jämmerdal
- 1995 – Hatshepsut
- 1996 – Carmen i Chicago
- 1997 – Ryska revolutionen
- 1998 – Elizabeth I
- 1999 – Fallet Oppenheimer
- 2001 – Ivanhoe i Jerusalem
- 2002 – Brudarna Dalton
- 2008 – Det Rosa Hotet
- 2009 – Lejonhjärta
- 2010 – Moses Nilson[11]
- 2011 – Lejoninnan från Norden - Drottning Kristina i Spexil[12]
- 2012 – Al Pocahone - Den siste maffian(en)[13]
- 2013 – Spextra! Spextra! Spartanerna kommer! - Grease i Greece[14]
- 2014 – Robin Manhood och De Muntra Hen- Ett Hairligt Spex[15]
- 2015 – Havet Är Djupt - "This klassamhälle can't sink!"[16]
- 2016 – Sound of Dracula[17]
- 2017 – Sex drottningar och en Henrik[18]
- 2018 – Den ofrivillige spexaren[19]
- 2019 – Frankentodd - Demonprofessorn på Fleet Street[20]
- 2021 – Hemligheternas spex[21]
- 2022 – Jakten på Atlantis[22]
- 2023 – Mordet på Arvingarna[23]
- 2024 – SpexGPT Kodnamn: Enigma
- 2025 – Vad är väl en revolution på slottet?

### Fotnoter
1. ↑  ”Norrlands nations spexensemble”. Norrlands nation. http://www.norrlandsnation.se/norrlands-nations-spexensemble/. Läst 26 april 2013.
2. ↑  Dahlgren, s. 113-117
3. ↑  Guo, Moran; Johansson, Kristin (2011). "Omstart" – En studie om co-creation inom scenkonst. Företagsekonomiska Institutionen, Uppsala universitet. http://uu.diva-portal.org/smash/get/diva2:425995/FULLTEXT01
4. ↑  ”Spexet Al Pocahone: maffia, förbjuden kärlek och jazz”. TV4. Arkiverad från originalet den 25 mars 2014. https://web.archive.org/web/20140325011413/http://www.tv4play.se/program/nyheterna-uppsala?video_id=2182481. Läst 25 april 2013.
5. ↑  Corfitsen, Cecilia (3 april 2013). ”Nu inleds spexvåren”. UNT. http://www.unt.se/kultur/nu-inleds-spexvaren-2320095.aspx. Läst 26 april 2013.
6. ↑  ”Arkivet”. nonsensspex.se. Arkiverad från originalet den 27 oktober 2013. https://web.archive.org/web/20131027174800/http://nonsensspex.se/arkiv/index.html. Läst 25 april 2013.
7. ↑  Westerlund, s. 21-26, 80-86, 165-169
8. ↑  Westerlund, s. 104-107
9. ↑  ”Kalmar nations teatergrupp”. Kalmar nation. http://www.kalmarnation.se/teater. Läst 26 april 2013.
10. ↑  Dahlgren, s. 113–117
11. ↑  ”Gnosjöanda i Faraos Egypten”. UNT. 30 april 2010. http://www.unt.se/kultur-noje/scen/gnosjoanda-i-faraos-egypten-920234.aspx. Läst 26 april 2013.
12. ↑  ”Underhållningsvåld på historien”. UNT. 13 april 2011. http://www.unt.se/kultur/teatershow/underhallningsvald-pa-historien-1312107.aspx. Läst 26 april 2013.
13. ↑  Andersson, Tim (19 april 2012). ”Skratten räcker inte hela vägen”. UNT. http://www.unt.se/kultur/teatershow/skratten-racker-inte-hela-vagen-1724329.aspx. Läst 26 april 2013.
14. ↑  Pethö, Johanna (5 april 2013). ”Roligt, intelligent och ambitiöst”. Ergo. http://www.ergo.nu/scen/20130405-roligt-intelligent-och-ambiti%C3%B6st. Läst 26 april 2013.
15. ↑  Nonsens spex (31 juli 2020). ”Robin Manhood”. https://www.youtube.com/watch?v=5Wi_6guOt5Q. Läst 3 juni 2024.
16. ↑  Nonsens spex (3 december 2023). ”Havet är djupt (NoNSEns storspex 2015)”. https://www.youtube.com/watch?v=xz8oHYKK2ws. Läst 3 juni 2024.
17. ↑  Nonsens spex (28 augusti 2019). ”Sound of Dracula”. https://www.youtube.com/watch?v=zBOmzukpb0w. Läst 3 juni 2024.
18. ↑  Nonsens spex (9 augusti 2019). ”Sex drottningar och en Henrik”. https://www.youtube.com/watch?v=21IX_nDf-RM. Läst 3 juni 2024.
19. ↑  Nonsens spex (12 augusti 2019). ”Den ofrivillige spexaren”. https://www.youtube.com/watch?v=pAHoIEs4PM0. Läst 3 juni 2024.
20. ↑  Nonsens spex (1 augusti 2019). ”Frankentodd - Demonprofessorn på Fleet Street”. https://www.youtube.com/watch?v=LiKudmam2SA. Läst 3 juni 2024.
21. ↑  Nonsens spex (14 april 2022). ”Hemligheternas Spex (NoNSEns storspex 2021)”. https://www.youtube.com/watch?v=FWccMqsHvIQ. Läst 3 juni 2024.
22. ↑  Nonsens spex (29 september 2022). ”Jakten på Atlantis - Storspex 2022”. https://www.youtube.com/watch?v=k1BXZSCYsmQ. Läst 3 juni 2024.
23. ↑  Nonsens spex (11 juli 2023). ”Mordet på arvingarna”. https://www.youtube.com/watch?v=hDwDkti4heE. Läst 3 juni 2024.